# Decollatura
Decollatura är en ort och kommun i provinsen Catanzaro i regionen Kalabrien i Italien. Kommunen hade 3 137 invånare (2018).